# 高氯酸銫
高氯酸銫是一種無機化合物，屬於高氯酸鹽，為一種鹽類，其化學式為CsClO4。高氯酸銫能作氧化劑。高氯酸銫是白色吸濕性結晶，微溶于冷水而易溶于热水，容易溶於乙醇。
是可溶性最低的鹼金屬高氯酸鹽（其次是銣、鉀、鋰、和鈉），屬性可用於分液的目的，甚至重分析。 這種低溶解度發揮了重要作用於為鹼金屬鍅，如高氯酸鍅與高氯酸銫。
| 溫度(°C)            | 0   | 8.5  | 14   | 25    | 40    | 50   | 60   | 70   | 99    |
| 溶解度 (g / 100 ml) | 0.8 | 0.91 | 1.91 | 1.974 | 3.694 | 5.47 | 7.30 | 9.79 | 28.57 |

加熱時，當溫度高於 250° 時，高氯酸銫會分解為氯化銫。像所有的高氯酸鹽，這是一種強氧化劑，可能發生劇烈反應的還原劑和有機物質，特別是在高溫下。